# Giuseppe Francesco Danza
Francesco Giuseppe Danza (Sant'Agata di Puglia, 10 aprile 1872 – Sant'Agata di Puglia, 25 febbraio 1938) è stato un magistrato e politico italiano.

## Biografia
Laureato in giurisprudenza a Macerata entra in magistratura nel 1897. Pretore a San Severo, Foggia, Lucera, Lucca, consigliere di Corte d'appello a Trani, è stato presidente del Tribunale di Foggia, consigliere della Corte di cassazione con funzioni di presidente del Tribunale di Torino, primo presidente della Corte d'appello di Bari. 
Sul suo ruolo come Presidente dell’Assise di Chieti nel processo farsa per il delitto Matteotti, il giornale Il Popolo d'Italia del 21 marzo 1926 scriveva: “Bene dunque ha operato il Presidente dell’Assisi nell’imprimere alle sedute uno stile sollecito che si può senz’altro qualificare fascista”.
Ha diretto l'Ufficio di studi legislativi del Ministero di grazia e giustizia.